# الحدث (معركة)
معركة الحدث وقعت بين سيف الدولة والبيزنطيين عام 343 هـ، وهي المعركة التي كان يقود الجيش البيزنطي فيها برداس نفسه، وأسر فيها صهر القائد البيزنطي وابن ابنته.
في شهر ربيع الأول غزا سيف الدولة بن حمدان بلاد الروم فقتل وأسر وسبى وغنم وكان فيمن قتل قسطنطين بن الدمستق فعظم الأمر على الروم وعظم الأمر على الدمستق فجمع عساكره من الروم والروس والبلغار وغيرهم وقصد الثغور فسار إليه سيف الدولة بن حمدان فالتقوا عند الحدث في شعبان فاشتد القتال بينهم وتقاتل الفريقان ثم إن الله تعالى نصر المسلمين فانهزم الروم وقتل منهم وممن معهم خلق عظيم وأسر صهر الدمستق وابن ابنته وكثيرًا من بطارقته وعاد الدمستق مهزوما مسلولا.

## تفاصيل أخرى
تُعَد هذه المعركة من أشهر وقائع سيف الدولة الحمداني مع الروم، فقد كانت له خلال مدة ولايته على حلب وما حولها أربعون موقعةً كبيرة، انتصر في بعضها في بعضها الآخر، وقد سدَّ سيف الدولة هذا الثغرَ العظيم أمام قوة الروم المتزايدة ضد المسلمين، في وقت شُغل فيه بقية العالم الإسلامي من شرقه إلى غربه بفتن داخلية، وظهور دعوات باطنية كثيرة، وانحراف كبير عن منهج الإسلام، وكان مَلِك الروم الذي يسمى الدُّمُسْتُق، وهو - كما يروي ابن الأثير - لقبٌ لكل مَن حكم الولايات الروميَّة الواقعة شرق القسطنطينية، وقد سمَّاه صاحب تاريخ الإسلام الدكتور حسن إبراهيم حسن «فردس»، وسماه ابن الأثير «نقفور» الذي أصبح ملك الروم فيما بعد.
وكان سببها: أن سيف الدولة أغار على «زبطرة» و«ملطية» فقتل وسبى، ثم رجع إلى درب «موزار»، فوجد عليه قسطنطين بن الدمستق، فأوقع به وقتل صناديد رجاله، ثم عبر الفرات الأعلى، وأوغل في بلاد الروم، والتقى بجيش الدمستق، فهزَمه وقتَل رؤوس قادته، وأسر قسطنطين بن الدمستق بعد أن أصيب بجراح في وجهه؛ فقال أبو فراس الحمداني يمدح سيف الدولة:
فآبَ بِقُسْطَنْطِينَ وَهْوَ مُكَبَّلٌ *** تَحُفُّ بَطَارِيقٌ بِهِ وَزرازرُ
وهنا قوي سيف الدولة وأراد بناء قلعة عظيمة في موقع مُتقدِّم في الثغور، فاشتدَّ ذلك على مَلِك الروم، فجمع جيشًا كبيرًا من عظماء مملكته ومن البلغار والروس، وقصد الثغور بهذا الجيش الجرار، ولم يكن مع سيف الدولة سوى جيش صغير، فهاب اللقاء أولًا ثم عزم مع جنده وقادته على لقاء العدو، وصبروا في القتال وأنزل الله نصره على المسلمين، وطلب سيف الدولة الدمستق فولَّى هاربًا منكسرًا، وقُتل من الروم خلق كثير، ووقع منهم في الأسر خلق كثير، وكان من جملة الأسرى صهر الدمستق وابن بنته وكثير من القادة، وبُنيت قلعة الحدث، وأصبحت شوكة في حلوق الروم، فقال أبو الطيِّب يَصِف معركة الحدث:
بَناها فَأَعْلَى والقَنا تَقْرَعُ القَنا ** وَمَوْجُ المَنايا حَوْلها مُتلاطِمُ
نَثَرْتَهُمُ فوقَ الأُحَيْدِبِ نَثْرَةً ** كَما نُثِرَتْ فَوْقَ العَرُوسِ الدَّراهِمُ